# Regionsversammlung
Die Regionsversammlung ist gemäß §§ 7, 45 NKomVG Vertretung und Hauptorgan der Region Hannover. Sie steht in Nachfolge des Kreistages des Landkreis Hannover.

## Zusammensetzung
Die Regionsversammlung besteht gemäß § 46 Abs. 3 NKomVG aus 84 von den Bürgern (Mindestwahlalter 16 Jahre) der Region Hannover für fünf Jahre gewählten Regionsabgeordneten. Der Regionspräsident wird von den Einwohnern direkt für acht Jahre gewählt. Er hat eine Stimme in der Versammlung. Seit 2021 ist Steffen Krach (SPD) Regionspräsident.
Die Regionsversammlung bildet Ausschüsse. Die gewählten Mitglieder sind ehrenamtlich tätig. Die Regionsräte als Leiter der Dezernate nehmen an den Sitzungen der Versammlung und ihrer Ausschüsse Teil und erstatten den Mitgliedern Bericht.

### Vorsitz der Regionsversammlung
Der oder die Vorsitzende wird aus der Mitte der Versammlung gewählt. Sie haben die Sitzungsleitung, üben das Hausrecht aus, sorgen für die Umsetzung der Geschäftsordnung und nehmen Aufgaben der Repräsentation der Versammlung wahr.
- 2001 bis 2006: N.N.
- 2006 bis 2011: Udo Mientus (SPD)[1]
- 2011 bis 2016: Bodo Messerschmidt (SPD); Stv. Vorsitz: Petra Rudszuck (SPD),[2].
- 2016 bis 2021: Walter Richter (SPD)[3]; Stv. Vorsitz: Petra Rudszuck
- seit 2021: Christina  Schlicker(SPD)[4]; Stv. Vorsitz: Petra Rudszuck

## Wahlen
Bei den Kommunalwahlen 2006 wurde zum zweiten Mal die Regionsversammlung gewählt. Dabei erhielten die SPD 33, die CDU 30, die Grünen neun, die FDP sechs, das Linksbündnis drei und das Bürgerforum zwei Stimmen. Außerdem war eine Fraktionslose vertreten.
Bei den Kommunalwahlen 2016 wurde die vierte Regionsversammlung gewählt. Dabei erhielten die SPD 26, die CDU 24, die Grünen 12, die AFD neun, die FDP fünf, die Linke, die Hannoveraner, die Gruppe Region und die Gruppe Regions-Linke jeweils zwei Stimmen.
Bei den Kommunalwahlen 2021 wurde die fünfte Regionsversammlung gewählt. Dabei erhielten die Gruppe CDU/FDP 27, die SPD 25, die Grünen 18, die AfD vier, die Linke drei, Die Partei und Volt zwei sowie die Partei Mensch Umwelt Tierschutz und Freie Wähler zwei Sitze. Fraktionslos sind drei Sitze.